# Белоклюн биволов тъкач
Белоклюн биволов тъкач (Bubalornis albirostris) е вид птица от семейство Ploceidae.

## Разпространение
Видът е разпространен в Бенин, Буркина Фасо, Камерун, Централноафриканската република, Чад, Еритрея, Етиопия, Гамбия, Гана, Гвинея, Гвинея-Бисау, Кения, Мали, Мавритания, Нигер, Нигерия, Сенегал, Южен Судан, Судан и Уганда.